# Leibniz-Institut für Meereswissenschaften
 (novembre 2016).

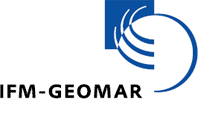
Logo

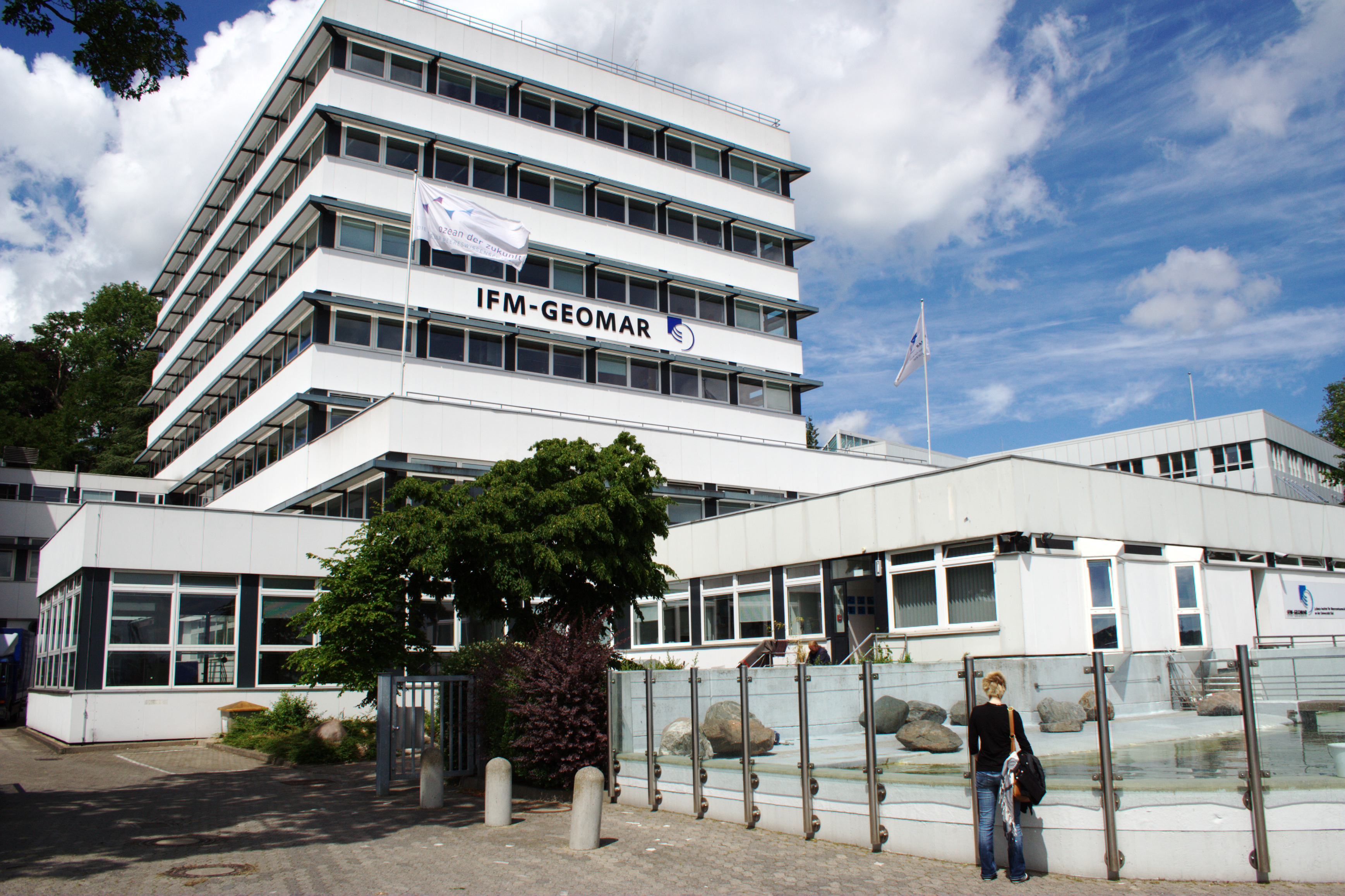
Les locaux

L'Institut Leibniz d'océanographie (nom officiel en allemand : Leibniz-Institut für Meereswissenschaften) est un institut scientifique allemand situé à Kiel, dans le nord de l'Allemagne. Si son origine remonte à 1902, il n'a pris sa forme actuelle qu'en 2004, lorsque la Stiftung für Geowissenschaften et l'Institut für Meereskunde an der Christian-Albrechts-Universität zu Kiel ont été regroupés. Ses activités de recherches se concentrent sur l'océanographie, la géologie et la météorologie. L'Institut fait partie de l'université Christian-Albrecht de Kiel. Il est financé pour moitié par le ministère fédéral allemand de l'Éducation et de la Recherche et pour moitié par les lands, principalement le land du Schleswig-Holstein. Il compte environ 750 chercheurs.
L'Institut a défini quatre domaines centraux pour ses travaux de recherche:
- La circulation océanique et la dynamique climatique.
- La biogéochimie marine.
- L'écologie marine.
- La dynamique du plancher océanique.

L'institut coordonne la rédaction de FishBase.